# Max Hermant
Pour les personnes ayant le même patronyme, voir Hermant.
Max Hermant est un écrivain, historien et économiste français né le 14 février 1892 et mort en juillet 1943.
Dans son plus célèbre ouvrage paru en 1931, Les Paradoxes économiques de l'Allemagne moderne, Max Hermant explique entre autres un sentiment largement partagé en Allemagne à cette époque, et l'une des causes majeures de la montée du nazisme (force politique intrinsèquement anti-démocrate) : la démocratie est un système qui ne correspond en rien à la tradition et à la culture germanique. Ici est évidemment visée la République de Weimar, vue comme un régime politique en quelque sorte étranger, et ne pouvant fonctionner en Allemagne. Ce régime est né avec la fin de la Première Guerre mondiale et peu avant le Diktat, c'est-à-dire le traité de Versailles, peu accepté en Allemagne.
Ancien secrétaire général du Haut-commissariat de la République française dans les provinces du Rhin, il avait longtemps été à la tête du Comité Général des Assurances avant de créer la Fédération Française des Sociétés d'Assurances dont il quitta la présidence en 1940.